# 巽他語
巽他語（ᮘᮞ ᮞᮥᮔ᮪ᮓ，Basa Sunda，意思為「巽他人的語言」）是一個常在印度尼西亞的爪哇島使用的語言。它屬於南島語系的馬來-玻里尼西亞語族。（詳細的分類為：南島語系–馬來-玻里尼西亞語族–西部馬來-波利尼西亞語族–巽他語群 ）。使用這種語言的人數大約為2700萬人，占印度尼西亞的人口15%。巽他語有四種方言：萬丹方言、茂物方言、勃良安方言和井里汶方言。其中勃良安方言使用的範圍最廣大，是巽他語的主要方言。

## 外部連結
- Sundanese-Indonesian and Indonesian-Sundanese Dictionary
- Sundanese converter Latin-Sudanese script (Aksara Sunda)
- Indonesian-Sundanese Translator